# ダニエル・イノウエ
ダニエル・ケン・イノウエ（Daniel Ken Inouye、日本名：井上 建〈いのうえ けん〉、1924年9月7日 - 2012年12月17日）は、アメリカ合衆国の政治家、軍人。元アメリカ陸軍将校、アメリカ合衆国上院議員、アメリカ合衆国上院仮議長。
1963年から50年近くにわたって上院議員に在任していた長老議員であり、上院民主党の重鎮議員の1人であった。2010年6月28日に最古参であったロバート・バード上院議員が死去したことで、上院で最も古参の議員となり、またこれに伴い慣例に沿うかたちで上院仮議長に選出、亡くなるまで同職にあった。上院仮議長は実質名誉職ではあるものの、大統領継承順位第3位の高位であり、アメリカの歴史上アジア系アメリカ人が得た地位としてはカマラ・ハリスの副大統領（第1位）に次ぐ上位のものである。また第二次世界大戦時はアメリカ陸軍に従軍し、数多くの栄誉を受けた。アメリカ陸軍での最終階級は陸軍大尉。
イノウエは、ハワイ州共和党員ハイラム・フォンに次いで2人目のアジア系アメリカ人上院議員となった。日系アメリカ人として初めて米国下院議員を務め、また日系アメリカ人として初めて米国上院議員を務めた。また、年功序列のため、 2010年6月29日のロバート・バード氏の死去を受けて上院仮議長に就任し、大統領継承順位では副大統領、下院議長に次ぐ第3位となった。亡くなった時点で、イノウエは現職米国上院議員としては最高齢であり、現職上院議員としては2番目に古い（ニュージャージー州出身のフランク・ローテンバーグより7か月半若い）。
イノウエは死後、大統領自由勲章および桐花勲章を受章した。他の公共施設の中でも、ホノルル国際空港は彼を記念して「ダニエル・K・イノウエ国際空港」と名称変更された。

## 生涯

### 大学進学まで
父・井上兵太郎は1899年（明治32年）9月28日に福岡県八女郡横山村（後の北川内町、上陽町を経て現在の八女市）から両親浅吉・モヨとともにアメリカ合衆国ハワイ準州に移住。母・かめ（旧姓: 今永）は両親とともに広島県高田郡三田村（現在の広島市安佐北区）からハワイに移住した。
1924年（大正13年）に、アメリカ合衆国ハワイ準州ホノルルで生まれたイノウエは、ハワイ大学マノア校に進学した。

### 第442連隊の英雄

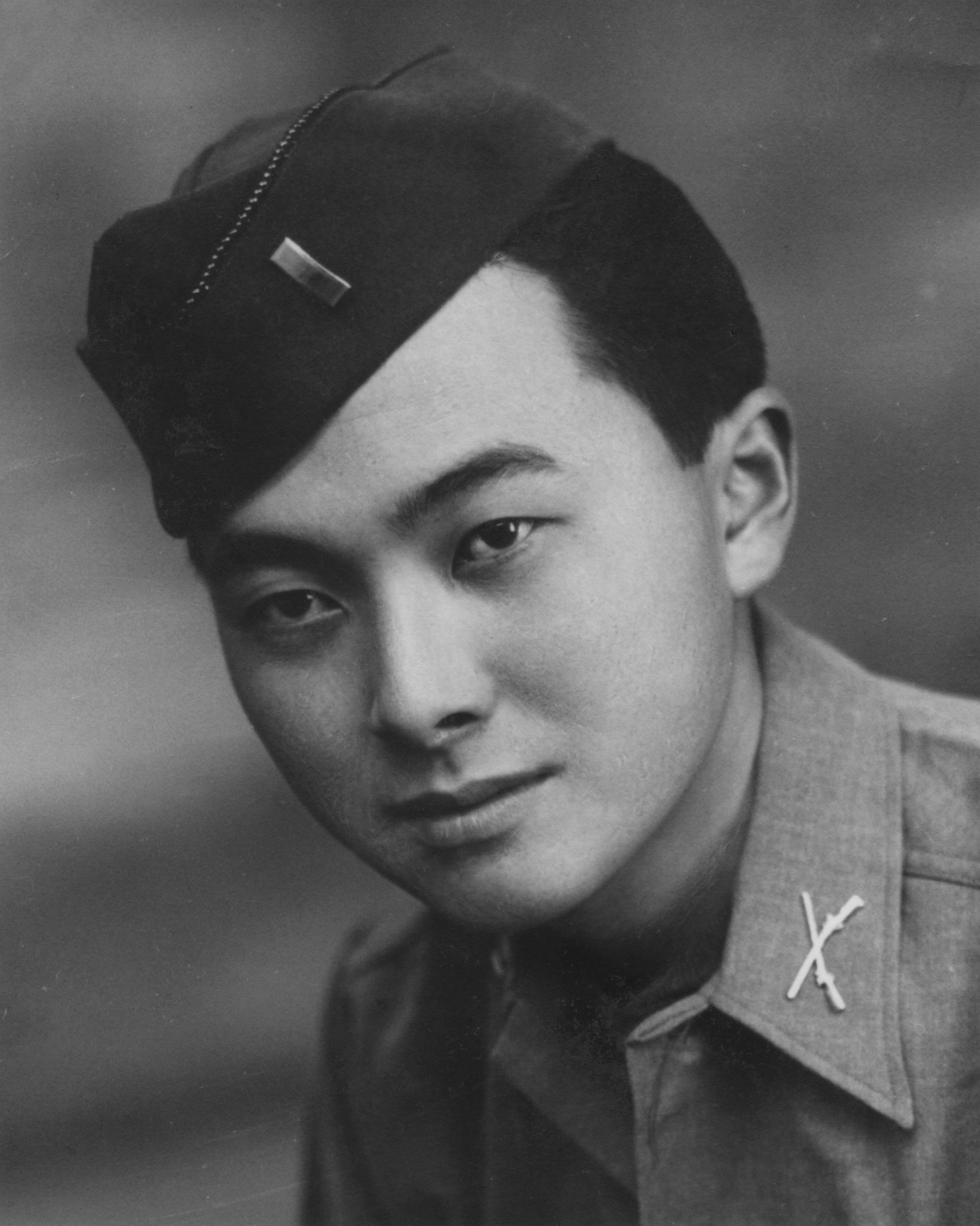
陸軍中尉時代のイノウエ

ハワイ大学在学中の1941年12月に日本軍による真珠湾攻撃が行われ、アメリカが第二次世界大戦に参戦した後、ハワイでの医療支援活動に志願、その後アメリカ人としての忠誠心を示すためにアメリカ軍に志願し、アメリカ陸軍の日系人部隊である第442連隊戦闘団に配属され、ヨーロッパ前線で戦う。
イタリアにおけるドイツ国防軍との戦いにおいて、1945年4月21日に少尉に昇進していたイノウエが小隊を率いてドイツ軍の堅固な防衛線を攻撃した際、36メートルほどの至近距離から三挺の機関銃から射撃を受けた。イノウエは腹部に銃弾を受けたが、手榴弾と短機関銃で二挺を撃破し、倒れ込んでもなお攻撃を続けた。イノウエが最後の機関銃座ににじり寄り、手榴弾を投げ込もうとして右腕を振りかぶったところ、ドイツ軍兵士が発射した小銃擲弾がその右腕に命中、炸裂はしなかったものの、腕はわずかな腱や皮膚を残して切断寸前となった。イノウエの手榴弾は安全ピンが抜かれてはいたが、右手の指が安全レバーを握りしめた状態だったため未発火であった。
戦友たちはイノウエを助けようとしたが彼はそれを押しとどめ、右手の手榴弾を左手でもぎ取り、機関銃座の銃眼に投げ込んで炸裂させた。その後、千切れかけた右腕をぶら下げたまま、イノウエは左腕一本で短機関銃を操ってなおも戦闘を続けたが、左足にも負傷して昏倒した。
野戦病院で右の下腕を切断され、後送された彼は1年8ヶ月に亘ってミシガン州バトルクリークのパーシー・ジョーンズ陸軍病院に入院したものの、多くの部隊員とともに数々の勲章を授与され帰国し、日系アメリカ人社会だけでなくアメリカ陸軍から英雄としてたたえられる。なお同病院は2003年に、イノウエら3名の負傷兵の名を冠して「Hart-Dole-Inouye Federal Center」と改名された。彼は軍務を続け、1947年に陸軍大尉として名誉除隊した。しかし右腕を失ったことにより、当初目指していた医学の道をあきらめた。

### 除隊後
ハワイ大学に復学して政治学を専攻し、1950年にBachelor of Arts in political scienceを得て同大学を卒業した。卒業後、ジョージ・ワシントン大学の法科大学院に進学し、1953年にJ.D.を授与された。
1954年に同じく退役軍人のエルトン・サカモト、サカエ・タカハシらとセントラル・パシフィック・バンクを設立した。

### 日系人初の上下両院議員

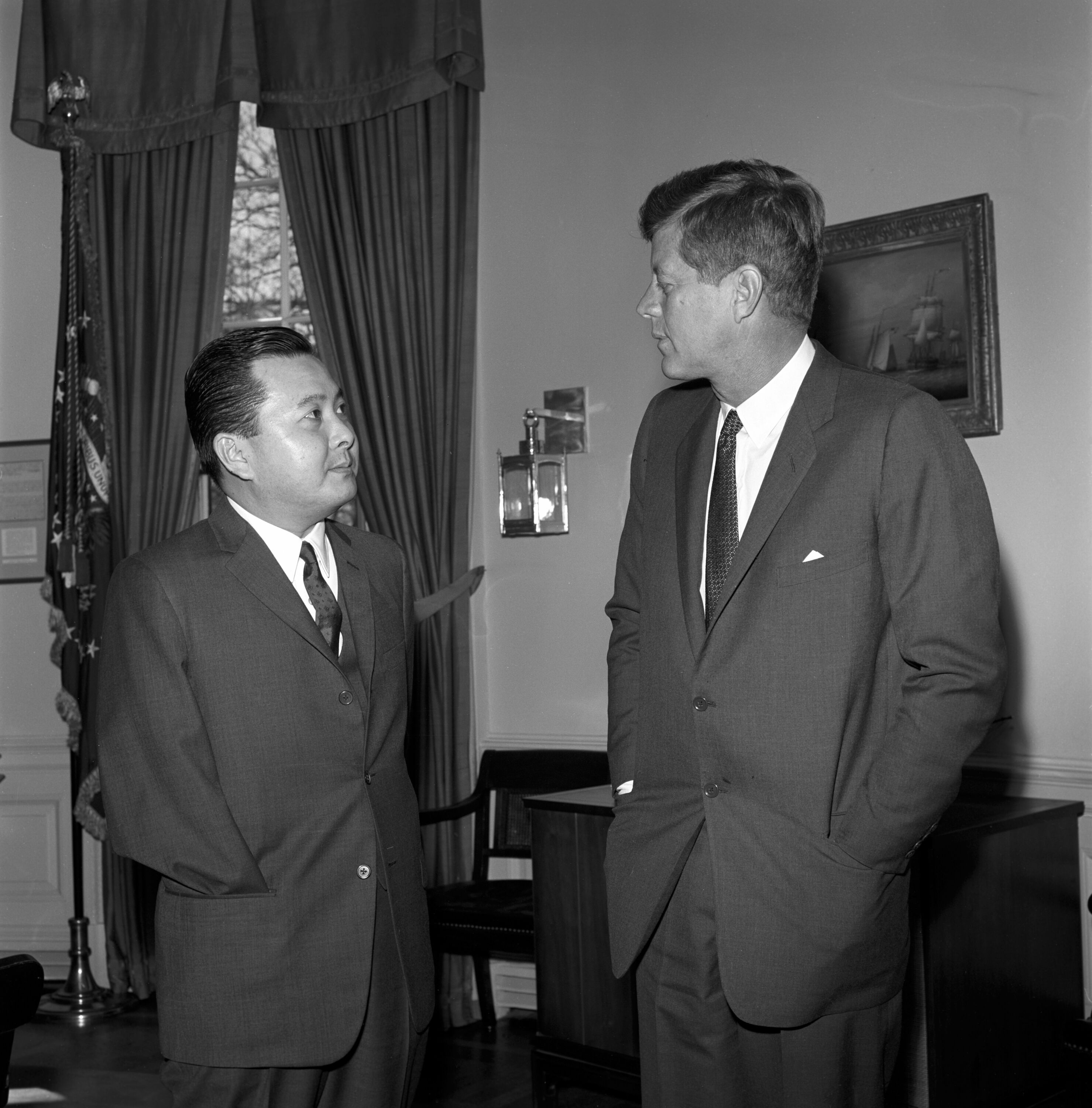
ジョン・F・ケネディ大統領とイノウエ(1962年)

その後は政界に進出し、1954年には準州であったハワイ議会の議員に当選した。1959年には民主党からハワイ州選出の連邦下院議員に立候補し当選し、アメリカ初の日系人議員となる。初登院の際、下院議長が通例通り「右手を挙手して宣誓の言葉を続けてください」と言ったが、イノウエは左手を挙げた。議事録には「右手がなかったのである。第二次世界大戦で、若き米兵として戦場で失くしたのだ。その瞬間、議会内に漂っていた偏見が消え去ったのは、誰の目にも明らかであった」との記録がある。同年、来日した際に時の首相岸信介とも会談し、「日系アメリカ人が駐日アメリカ大使として赴任する時が来たのではないか」という意見を述べたが、岸には否定された。
その後、1963年には上院議員となり、戦時補償法の制定などに尽力する傍ら、1973年にはウォーターゲート事件、1987年にはイラン・コントラ事件の上院調査特別委委員長となり注目を浴びる。
アメリカ軍の予算に大きな権限を持つ、上院歳出委員会国防小委員会の民主党長老議員として、エリック・シンセキ大将の陸軍参謀総長就任に尽力している。

### 議員として
民主党の上院議員として上院歳出委員会の国防小委員会で上級委員を務めたほか、1980年代に、日米間の貿易摩擦が政治問題化した際には、リチャード・ゲッパートなどと共に、対日批判の急先鋒として立ち回った。
2000年6月21日に、陸軍殊勲十字章、ブロンズスターメダルの受賞理由が見直され、軍人に贈られる最高位の勲章である名誉勲章を受章したほか、2007年11月、フランス政府からレジオンドヌール勲章（シュヴァリエ）を授与された。
2008年アメリカ合衆国大統領選挙においては、ヒラリー・クリントン上院議員を支持した。2010年の中間選挙にて民主党は上下院共に苦戦を強いられたが、再選を果たした。カリフォルニア州ロサンゼルスの日本人街リトル・トーキョーにある全米日系人博物館の理事長も務めた。

### 死別と再婚
2006年に57年連れ添った前妻マーガレット・"マギー"・アワムラ・イノウエと死別。2008年5月に、全米日系人博物館初代館長・米日カウンシル初代会長のアイリーン・ヒラノと再婚した。

### 慰安婦問題
2007年には、中華人民共和国や韓国が主張する「慰安婦強制連行説」に立脚するアメリカ合衆国下院121号決議については、「大日本帝国軍人による慰安婦への暴行抑圧は疑いの余地はなく、日本国政府の6人の内閣総理大臣と2つの衆議院決議が、1994年以来問題を認め謝罪を行ってきたことを尊重するべきである」として、対日外交の継続性の観点から新たに謝罪を求めることに反対した。

### 広島市との関係
2002年5月に、4日間の日程で広島市を訪問。県とハワイ州の友好提携5周年の記念式典に出席した他、広島からのハワイ移民の歴史を紹介する企画展の開幕式に出席した。イノウエはオバマが「任期中に被爆地を訪問できれば名誉なこと」と発言したことに関し「素晴らしい」と支持を表明。「母が広島出身。この問題には敏感だ」と語っていた。

### 死去
2012年12月、ワシントンD.C.郊外のメリーランド州ベセスダにあるジョージ・ワシントン大学附属病院に入院し、酸素吸入の処置を受けていたが、同月17日17時過ぎ、呼吸器合併症のため死去。88歳没。生前、「ハワイと国家のために力の限り誠実に勤めた。まあまあ、できたと思う」と述べ、最後の言葉は「アロハ（さようなら)(また現地では"愛してる"）」だった。
死去に際して、バラク・オバマ大統領は「真の英雄を失った」「彼が示した勇気は万人の尊敬を集めた」との声明を発表したのに続き、レオン・パネッタ国防長官、ヒラリー・クリントン国務長官、上下両院の軍事委員長らが相次いで功績を称えた。同月20日、遺体を納めた棺がアメリカ合衆国議会議事堂中央にある大広間に安置され、追悼式典が開かれた。大広間に遺体が安置されるのは、エイブラハム・リンカーン、ジョン・F・ケネディなど一部大統領や、ごく少数の議員に限られており、イノウエは全体でも32人目、かつアジア系の人物としては初めて大広間に遺体が安置された人物となった。
日本の野田佳彦首相はイノウエの妻であるアイリーン・ヒラノ・イノウエに書簡を送り、藤村修官房長官は「在米日系人社会の結束を強化するなど、日系関係の発展に尽力され、その功績は言葉では言い尽くせない。ご遺族、米国政府、米国民の皆さまに心から哀悼の意を表したい」と弔意を表した。

### 没後の動き
2013年5月24日、アメリカ海軍の新造アーレイ・バーク級ミサイル駆逐艦の艦名が「ダニエル・イノウエ (DDG-118)」に決定したと発表された（2021年12月、就役）。8月、大統領自由勲章追贈。
2017年4月27日に、ホノルル国際空港の正式名称が「ダニエル・K・イノウエ国際空港 (Daniel K. Inouye International Airport, HNL)」に改称。日系アメリカ人の名前が空港名に冠されたのは、「ノーマン・Y・ミネタ・サンノゼ国際空港（2001年改称）」に次ぐ事例である。
イノウエの父の故郷である八女市はその功績を讃え、同市上陽町のホタルと石橋の里公園内に、国内外からの寄付金をもとにイノウエの胸像を建立し、2021年3月18日に除幕式が行われた。2024年4月25日には、同公園付近にイノウエの生い立ちや功績を紹介する「ダニエル イノウエ ミュージアム」が開館した。付近にはアメリカから寄贈されたハナミズキが植樹されている。

## 名誉勲章
イノウエが受章した、軍人に贈られる最高位の勲章・名誉勲章（Medal of Honor）への感状には下記のように記されている。
| ダニエル・K・イノウエ少尉は1945年4月21日、イタリアのサン・テレンツォ近郊における作戦中の際立って英雄的な行動によって、その名を残すこととなった。重要な交差点を守るべく防御を固めた稜線を攻撃している間、イノウエ少尉は自動火器と小銃から浴びせられる射撃をかいくぐって巧みに自身の小隊を指揮し、素早い包囲攻撃によって大砲と迫撃砲の陣地を占領し、部下達を敵陣から40ヤード以内の場所にまで導いた。掩蔽壕と岩塊からなる陣地にこもる敵は、3丁の機関銃からの十字砲火により友軍の前進を停止させた。 イノウエ少尉は自らの身の安全を完全に度外視し、足場の悪い斜面を最も近くにある機関銃から5ヤード以内の位置まで這い上がり、2個の手榴弾を投擲して銃座を破壊した。敵が反撃を仕掛けてくる前に、彼は立ち上がって第2の機関銃座を無力化した。狙撃手の弾丸によって負傷するも、彼は手榴弾の炸裂によって右腕を失うまで、至近距離で他の敵陣地と交戦し続けた。激しい痛みにもかかわらず彼は後退を拒否して、敵の抵抗が破れ、部下達が再び防御体勢に入るまで小隊を指揮し続けた。 攻撃の結果、敵兵25名が死亡し、8名が捕虜となった。イノウエ少尉の勇敢かつ積極的な戦術と不屈のリーダーシップによって、彼の小隊は激しい抵抗の中でも前進することができ、稜線の占領に成功した。イノウエ少尉の類まれな英雄的行為と任務への忠誠は、軍の最も崇高な伝統に沿うものであり、また、彼自身やその部隊、ひいてはアメリカ陸軍への大きな栄誉をもたらすものであった。 |

## 栄典・エポニム
- パープルハート章
- ブロンズスター章
- 名誉勲章
- 勲一等旭日大綬章（2000年）
- レジオンドヌール勲章シュヴァリエ（2007年）
- 桐花大綬章（2011年）[27]
- 大統領自由勲章（2013年、死後追贈）
- ダニエル・イノウエ（ミサイル駆逐艦）[22]
- ダニエル・イノウエ・ハイウェイ (ハワイ島)
- ダニエル・K・イノウエ国際空港（旧称ホノルル国際空港）
- ダニエル・K・イノウエ太陽望遠鏡

## 著書
- 『上院議員ダニエル・イノウエ自伝 ワシントンへの道』イノウエ, ローレンス・エリオット 森田幸夫訳 彩流社 1989（原題：Journey to Washington）

## 論文
- CiNii収録論文 国立情報学研究所